# Château de Rauenstein
Le château de Rauenstein (Schloss Rauenstein) est un château fort saxon, situé sur une hauteur à 420 m. d'altitude à côté du village de Rauenstein (commune de Lengefeld) dans les Monts Métallifères. Il surveillait le cours de la Flöha de Freiberg vers Annaberg.

## Histoire
Le château fort de Ruwenstein est mentionné dans les textes en 1323, mais les fouilles archéologiques le font remonter au début du XIIIe siècle. Les premiers seigneurs de Rauenstein étaient les chevaliers de Schellenberg. Le château devient la possession de l'Électeur de Saxe en 1567. Le château est massivement transformé en 1630. C'est de cette époque que date le tunnel de 40m qui se trouve du côté est. Le château est tenu par la famille von Römer entre 1651 et 1743. Celle-ci était devenue fort puissante grâce à ses mines d'argent, près de Schneeberg.
Les barons von Herder, originaires de Weimar, sont propriétaires à partir de 1843. Ce sont les descendants du poète et théologien Johann Gottfried von Herder. Le domaine en 1900 fait 445 hectares, dont 189 hectares de champs, 64 hectares de prés et 181 hectares de forêts. La famille est expropriée en 1945. Le château sert alors de foyer pour l'enfance et de maison de convalescence pour mères et enfants. Il est redevenu propriété privée de la famille von Herder en 1998.

## Galerie

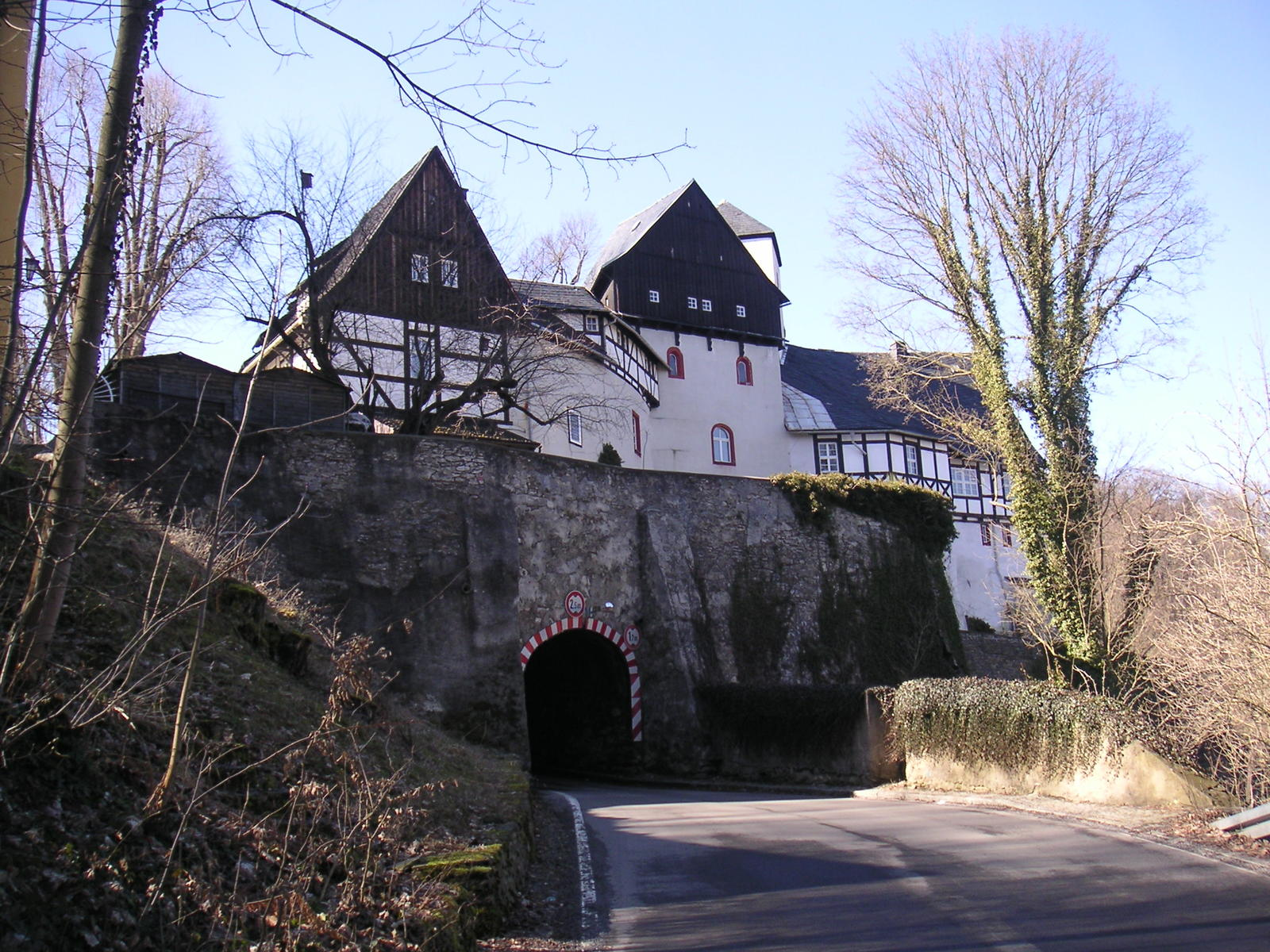
Vue du côté est, avec le tunnel
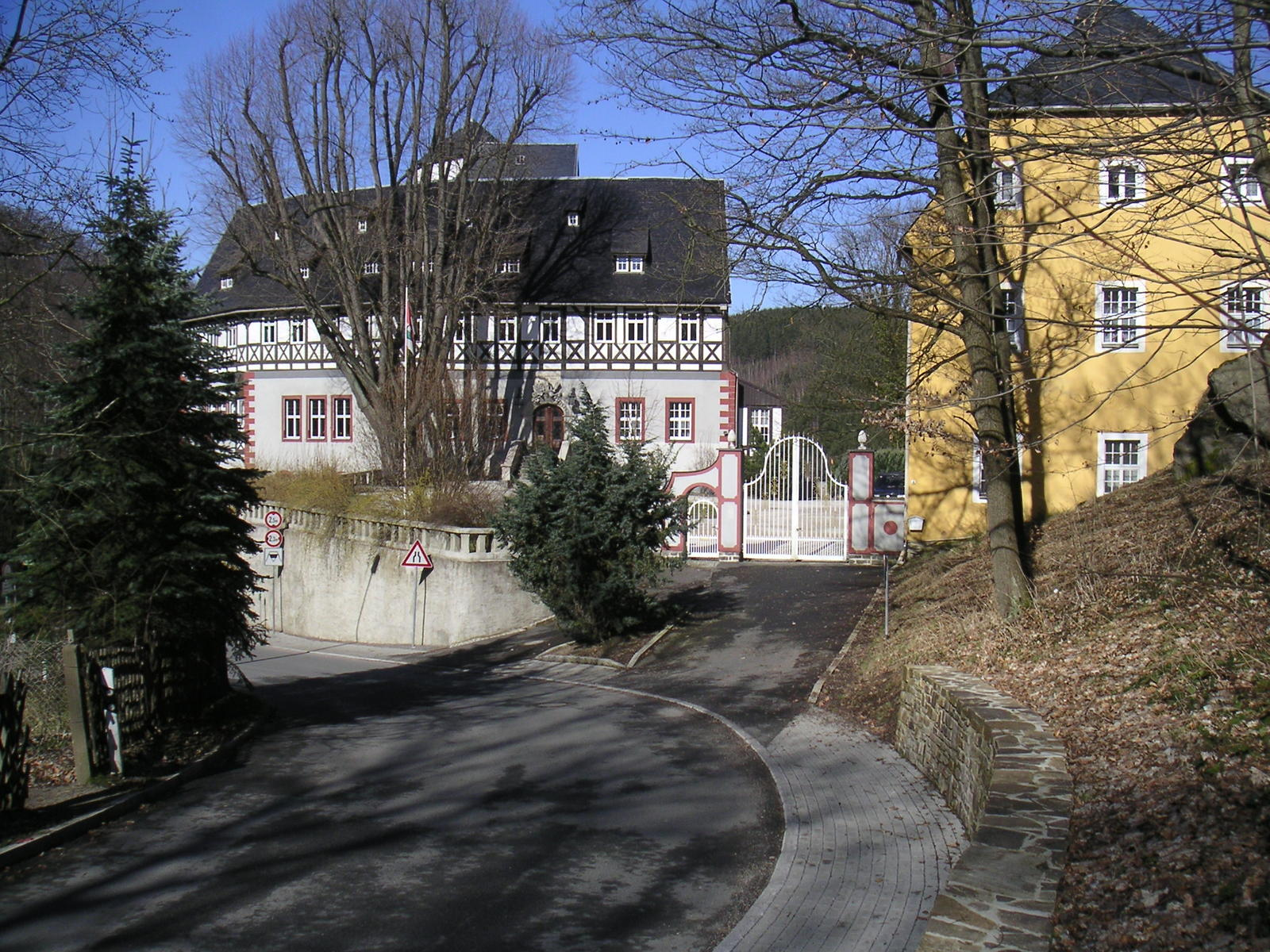
Entrée du côté ouest
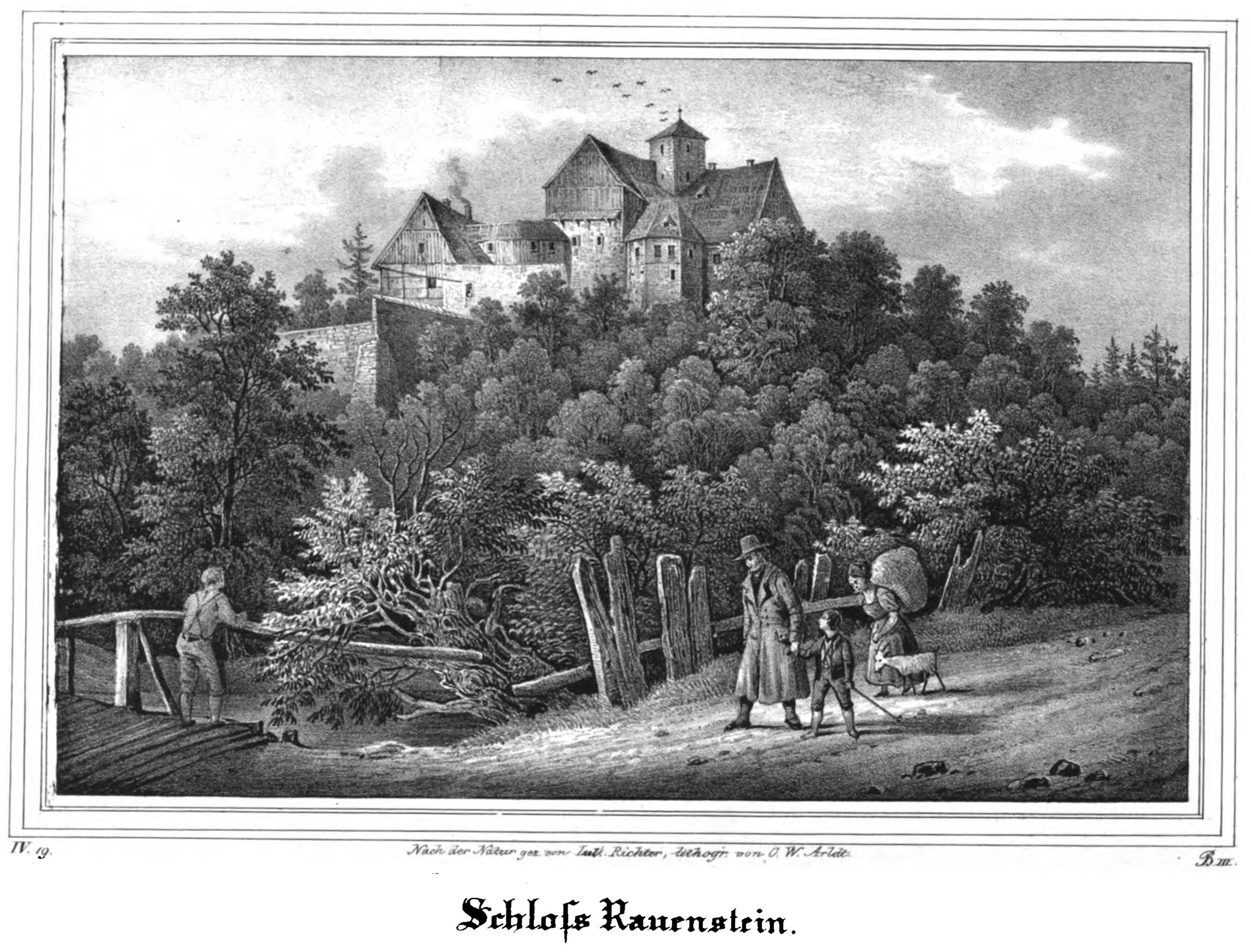
Gravure de 1839